# Tua Tua Keladi
Albums de Anggun, Deddy Stanzah, Ian Gebze & Air Mood Band, Hesty Brizha, Gito Rollies, Aries Noor & The Blue Sky Band, Farid Hardja
Dunia Aku Punya (Anggun)
(1986) Anak Putih Abu-Abu (Anggun)
(1991)
Compilations par Anggun
Mimpi
(1989) Laba Laba
(1990)
Tua Tua Keladi est une compilation indonésienne parue en 1990.

## Présentation
Cet album est une compilation de plusieurs artistes qui chantent un morceau chacun : Anggun, Deddy Stanzah, Ian Gebze & Air Mood Band (en chantent 2), Hesty Brizha, Gito Rollies, Aries Noor & The Blue Sky Band, Farid Hardja, Euis Darliah & Farid Hardja et Gama Rock Band.
Cet album remporte un grand succès et la chanson d'Anggun remporte le même succès que celles qui se trouvaient sur l'album Mimpi. La chanson "Tua Tua Keladi" est également devenue l'une des deux chansons classiques et populaires d'Anggun en Indonésie, avec "Mimpi".
Jusqu'à présent, "Tua Tua Keladi" a été ré-enregistrée et chantée par de nombreux chanteurs en Indonésie. Bien que la compilation ne présente qu'un seul nouveau morceau, "Tua Tua Keladi" réussi à devenir l'un des albums les mieux vendus en Indonésie en 1990.

## Liste des titres
| 1.  | Tua Tua Keladi     | Anggun                         | 4:56 |
| 2.  | Suka Sama Suka     | Ian Gebze & Air Mood Band      | 3:53 |
| 3.  | Ciptakan Kedamaian | Hesty Brizha                   | 4:59 |
| 4.  | Racun              | Deddy Stanzah                  | 4:45 |
| 5.  | Trotoar            | Gito Rollies                   | 4:45 |
| 6.  | Caroline           | Aries Noor & The Blue Sky Band | 4:22 |
| 7.  | Irama Cinta        | Farid Hardja                   | 3:00 |
| 8.  | Kiprah             | Ian Gebze & Air Mood Band      | 5:14 |
| 9.  | Persahabatan       | Euis Darliah & Farid Hardja    | 6:16 |
| 10. | Kehidupan Kota     | Gama Rock Band                 | 6:33 |